# ㅊ
ㅊ (reviderad romanisering: chieut, hangul: 치읓) är den tionde bokstaven i det koreanska alfabetet. Den är en av fjorton grundkonsonanter.